# ميخائيل إيرفاين
ميخائيل إيرفاين هو سياسي بريطاني، ولد في 21 أكتوبر 1939 في لندن في المملكة المتحدة. نشط حزبياً في حزب المحافظين. في الانتخابات العمومية للمملكة المتحدة 1987 ‏، انتخب عضو البرلمان الخمسون للمملكة المتحدة ‏ عن دائرة إبسويتش وقد انضم خلال فترته النيابية ‏ (11 يونيو 1987 – 16 مارس 1992) للكتلة البرلمانية حزب المحافظين.